# ماكسينس كاكيريت
ماكسينس كاكيريت (بالفرنسية: Maxence Caqueret)‏ (مواليد 15 فبراير 2000) هو لاعب كرة قدم فرنسي يلعب في مركز الوسط في نادي أولمبيك ليون.

## روابط خارجية
- ماكسينس كاكيريت على موقع الاتحاد الأوربي (الإنجليزية)
- ماكسينس كاكيريت على موقع رابطة كرة القدم الفرنسية للمحترفين (الإنجليزية)
- ماكسينس كاكيريت على موقع إي إس بي إن إف سي (الإنجليزية)
- ماكسينس كاكيريت على موقع قاعدة بيانات كرة القدم.إي يو (الإنجليزية)
- ماكسينس كاكيريت على موقع ليكيب (الفرنسية)
- ماكسينس كاكيريت على موقع Soccerbase.com (لاعب) (الإنجليزية)
- ماكسينس كاكيريت على موقع Soccerway.com (الإنجليزية)
- ماكسينس كاكيريت على موقع عالم كرة القدم.نت (الإنجليزية)
- ماكسينس كاكيريت على موقع AS.com (الإسبانية)